# Naoki Hattori
Naoki Hattori (Tokio, 13 de junio de 1966) es un expiloto de automovilismo japonés. En Fórmula 1 disputó 2 Grandes Premios, sin lograr clasificarse a ninguno. Además corrió en Fórmula 3000 Japonesa/Fórmula Nippon, Indy Lights, CART, Super GT y 24 Horas de Le Mans, entre otras.

## Resultados

### Fórmula 1
(Clave) (negrita indica pole position) (cursiva indica vuelta rápida)

| Año         | Escudería         | 1   | 2   | 3   | 4   | 5   | 6   | 7   | 8   | 9   | 10  | 11  | 12  | 13  | 14  | 15       | 16       | Pos. | Puntos |
| ----------- | ----------------- | --- | --- | --- | --- | --- | --- | --- | --- | --- | --- | --- | --- | --- | --- | -------- | -------- | ---- | ------ |
| 1991        | Coloni Racing Srl | USA | BRA | SMR | MON | CAN | MEX | FRA | GBR | GER | HUN | BEL | ITA | POR | ESP | JPN DNPQ | AUS DNPQ | NC   | 0      |
| Referencia: |                   |     |     |     |     |     |     |     |     |     |     |     |     |     |     |          |          |      |        |